# دربند ارغونشاه
دربند ارغونشاه یا دربند ارغوان‌شاه تنگه و دره‌ای قدیمی است که در زمان قدیم، تنها محل ورود به شهر کلات بوده‌است. همچنین این بنا به دروازه ارغونشاه نیز معروف می‌باشد و دارای یک برج دیدبانی معروف به نام برج ارغوان شاه است که وظیفه کنترل ورود خروج افراد به شهر کلات را در گذشته داشته‌است.
دربند ارغون شاه مربوط به دوره افشار است و در شهرستان کلات، دروازه غربی دژ کلات واقع شده و این اثر در تاریخ ۲۳ فروردین ۱۳۴۶ با شمارهٔ ثبت ۶۶۵ به‌عنوان یکی از آثار ملی ایران به ثبت رسیده‌است.

## کاربری دربند
از آن جایی که ماهیت جغرافیایی شهرستان کلات بسیار از لحاظ جنگی و تدافعی استراتژیک است و کوه‌های بلندی اطراف این شهر را محاصره کردند و برای ورود به شهر تنها ۲ مدخل و راه ورودی وجود داشت. این دره یکی از دو مدخل اصلی ورود به شهر بود که افراد در آن زمان می‌توانسند از طریق آن وارد شهر کلات شوند، در واقع دربند کلات به مثابه دروازه ورود به شهر کلات بوده‌است. انتخاب این مکان توسط نادرشاه یکی از استراتژی‌های هوشمندانه جهت دفاع در آن زمان بود.
بعدها، تونلی توسط اداره راه و شهرسازی ساخته شد و آن تونل به جای دربند، تبدیل به مکان اصلی برای ورود به شهر کلات گردید که همچنان هم محل ورود شهروندان به این شهر است و عملاً در حال حاضر از دربند کلات به عنوان مکانی برای انتقال گوسفندان و دام‌ها از داخل شهر به کوه‌های اطراف و چراگاه‌ها استفاده می‌شود چرا که انتقال دام از داخل تونل شهر خطرناک و ممنوع است.
مجدالاسلام کرمانی در سفرنامه خود درباره این دروازه می‌نویسد: در تنگ‌ترین نقطه مدخل دره، در سی متر دورتر نوشته سنگی دربندی با سنگ و آجر ساخته شده که دارای سه دهانه به پهنای ۲/۵ و بلندی ۳/۵ متر و درازی ۲ متر است. ولی اکنون دو دهانه آن خراب شده‌است. روی این پل آشیانه‌هایی برای پاسداران ساخته بودند و گذرنامه‌هاسس که بخشدار و فرمانده سپاهیان پادگان کلات به مردم می‌داد در اینجا رسیدگی می‌شد و از گذشتن آن‌هایی که پروانه عبور نداشتند جلوگیری می‌نمود. هرکس بدون دژ می‌رفت یا از آنجا بیرون می‌آمد ناگزیر بود پروانه فرمانده کلات را به همراه داشته باشد.

## برج ارغوان شاه
دربند ازغونشاه توسط برج‌هایی که در طرفین وجود داشته مراقبت می‌شده‌است که مهمترین این باروها معروف به برج ارغوان شاه است که عبارت است از ساختمان آجری دندانه‌دار مخروطی ناقص که ارتفاع آن از کف روخانه ژرف‌رود در حدود ۳۵ متر و از کف زمین ۸ متر با یک فضای چهاردیواری می‌باشد. باروی مزبور محل سکونت و دیدبانی قلعه‌بیگی بوده که مأموریت وی فقط حفاظت از قلعه کلات بوده‌است و همچنین اجازه ورود و خروج را به عابرین می‌داده‌است.

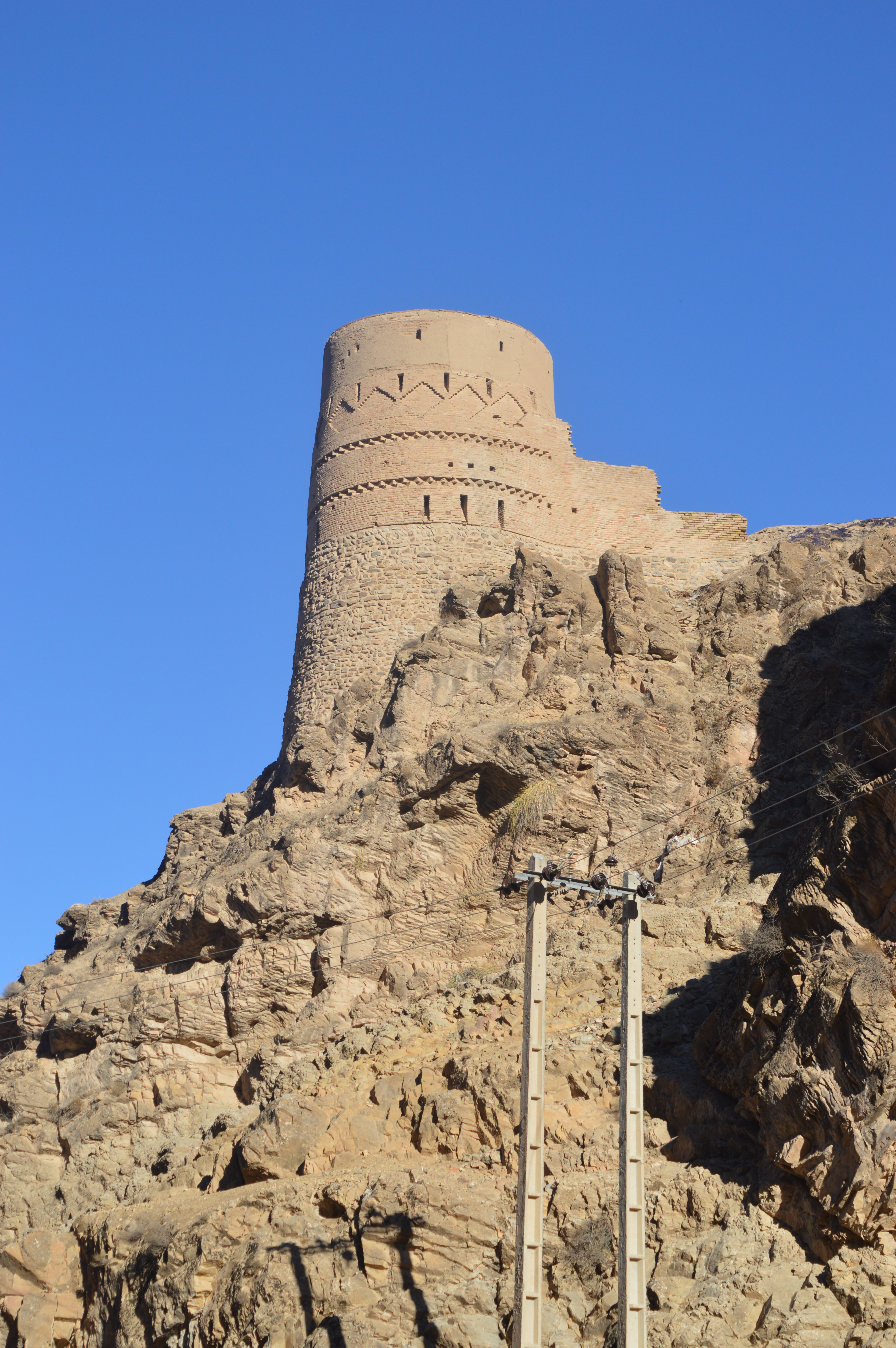
تصویر برج ارغوانشاه با کیفیت بالا

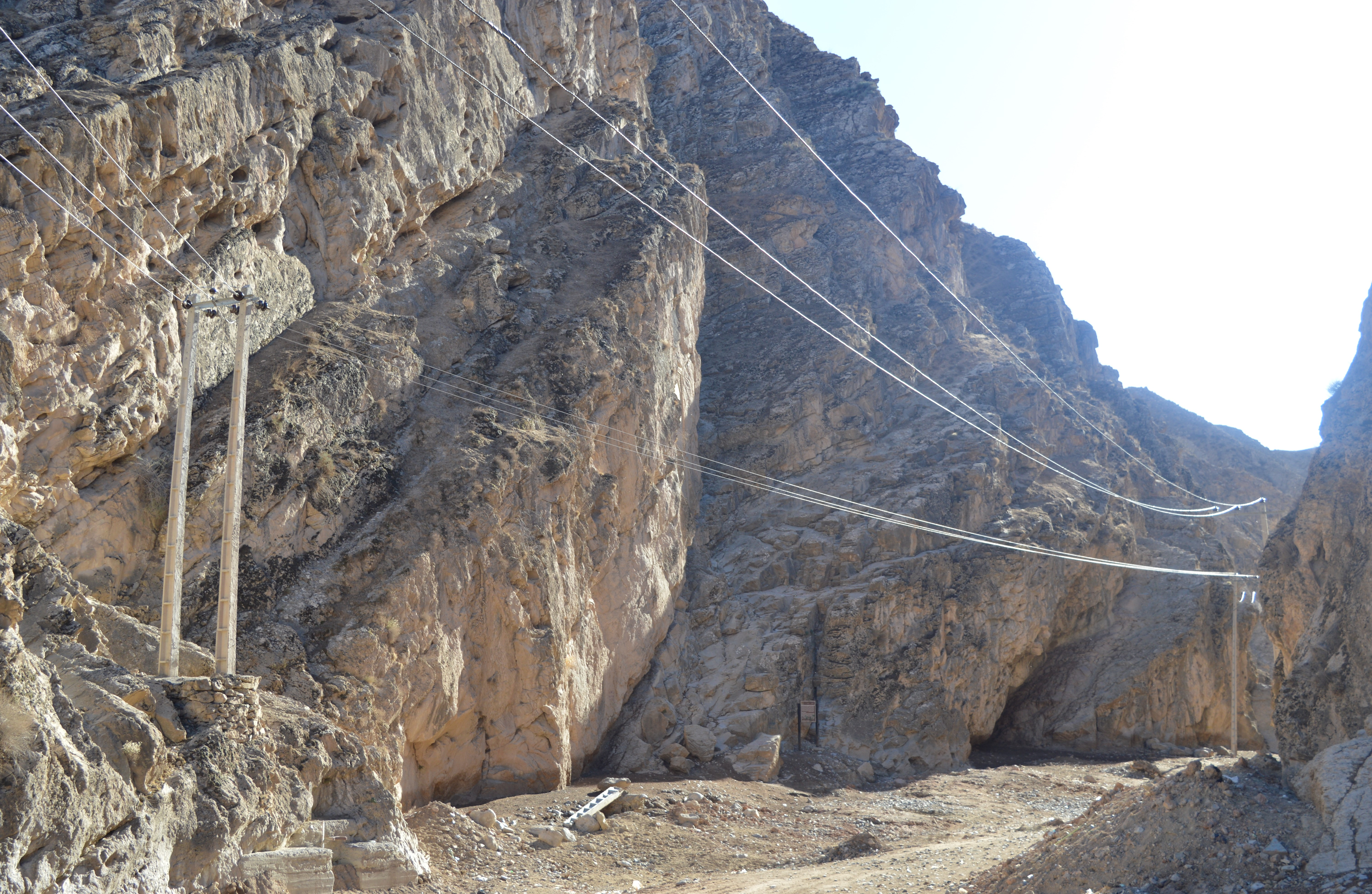
دربند ارغونشاه کلات نادر

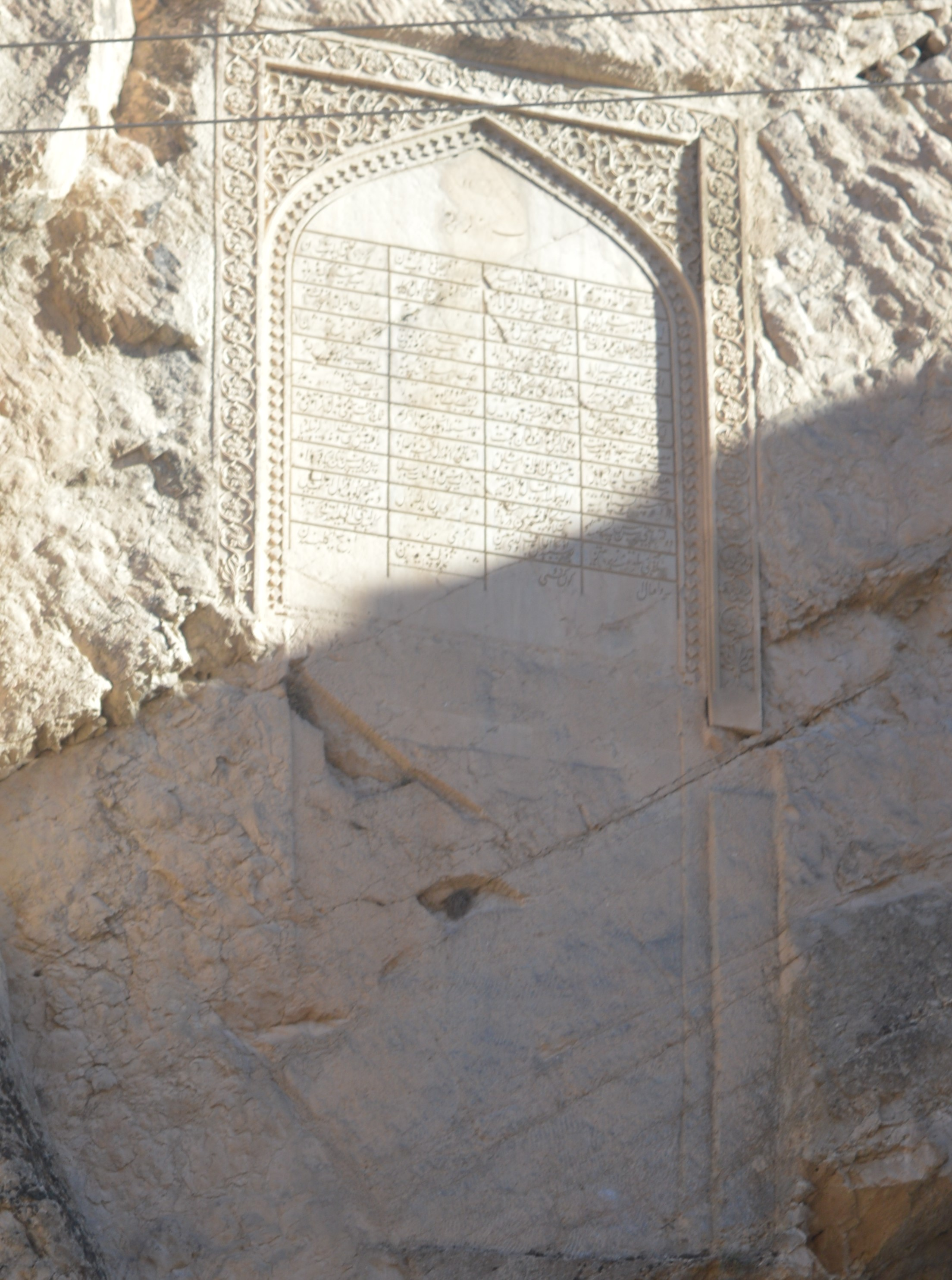
اشعار کتیبه نادری

## پیشینه تاریخی
ارغوان شاه (ارغوان شاه جانی جرقانی یا ارغوان شاه جانی قربانی)، در دربند کلات، بارویی به شکل مخروطی ناقص از آجرهای دندانه‌دار به ارتفاع هشت متر ساخت، که از این بارو، دیده‌بانی می‌کردند و هرگونه حرکت و رفت و آمد را به سهولت کنترل می‌نمودند. آثار این بنا همچنان در دربند کلات باقی است و به همین دلیل این مکان به دربند ارغوان‌شاه معروف است.
ارغوان شاه، نوه امیر نوروز بود که خراسان شمالی را به تصرف خود درآورده بود و جانشینانش، کلات را مرکز حکمرانی خود قرار دادند. وی همچنین پسر هلاکو است که در سال ۶۸۳ه‍.ق به کلات پناهنده شد.

## کتیبه نادری
در قسمت راست دروازه در حدود ۱۰۰ متری برج ارغوان شاه و در سینه کوه کتیبه حجاری شده به دستور نادرشاه افشار و به تاریخ ۱۱۵۵ هجری قمری و با خط نستعلیق و در ۲۴ بیت و در ارتفاع ۱۵ متر بالاتر از سطح زمین قرار دارد. تا هر فردی که وارد شهر می‌شد آن را بخواند اما به دلیل فوت نادرشاه آماده‌سازی این بنا رها شد و قسمتی از آن بدون شعر باقی ماند.
مضمون شعر در مدح خدا و پیامبر اسلام و نادرشاه است. بیت اول فارسی و مابقی به زبان ترکی نوشته شده‌است.
| ابتدا حمد خدای احد و فرد قدیم            |  | قادر لم یزل و عالم و دانا و حکیم       |
| اوکی بوکون مکانی یارتوپ قدر تدن          |  | اوکی بوبحر و بری خلق ایدوب شوکتدن      |
| ایکی عالمده اودوربنده لره یاور و یار     |  | حکمتندن نور بنده لره هر آثار           |
| خلق عالم هامی محتاج دور بو درگاهه        |  | او ورب نور و ضیا کوکب و مهر و ماهه     |
| حمد حق دن سوره الذی قلم نورافشان         |  | به ثناگستری ختم رسل فخر جهان           |
| بنی هاشم او احمد و محمود صفات            |  | کم خدادن اوله دائم که سلام و صلوات     |
| آل اصحابنه هم رحمت بسیار اوله            |  | اله حق یاوری هرکیم اولاره یاراوله      |
| حمد حق نعمت نبی دن سوره با صدق زبان      |  | فرض دور بنده لره مدح شهنشاه جهان       |
| او شهنشاه فلک مرتبه چرخ سریر             |  | شاه نادر که آدی تک اونایوق مثل و نظیر  |
| دیمک اولماز بو شهنشاه که اولا پیغمبر     |  | یا مقرب ملکی دور اولوب از نوع بشر      |
| لیک چون قدرت حق ظاهر اولوب بیش از پیش    |  | نظر حق اونا هرکیمه دیمه حق دیمیش       |
| نسب ایله شرف و فخر اجاق تیمور            |  | حسب ایله به جهان شاه شهان دور مشهور    |
| مصطفی خلقت و عیسی دم و یوسف طلعت         |  | بوعلی دانش و حاتم کف و لقمان حکمت      |
| قابلیت به اونا وردی خداوند کریم          |  | تاج و تخت شهی و عدل و کرم و خلق عظیم   |
| میر شرافت که دیم شاه شهان دور کامل       |  | مرحمتدن اونون الطاف خدا دور شامل       |
| اعتقاد بیور او شه پاکیزه نهاد            |  | باقلیمیش صدق خداونده ایده بو بیله یار  |
| ایله گرمز بیله دولت به سپاه و شمشیر      |  | اوله بیلمز بیله اقبال به فضل و تدبیر   |
| سن ویروپ سن اونا بو سلطنت و تخت و سپاه   |  | سن ویروپ سن اونا تاج و کمر و فر و کلاه |
| دولتیم حافظی سن سنا دور امیدیم           |  | من سن باقلیمیشم صدق بودور تاییدیم      |
| دولتیم منکرینی سن ایله خوار و ذلیل       |  | دشمنیم کورلوقنه یاور اول ای رب جلیل    |
| چون که صدقی بیله دور حقنه از روی یقین    |  | بو سببدن اونا الطاف خدا اولدی معین     |
| اَلِنی دوقده خداوند جهان قدر تن            |  | کامیاب ایتدی اونی معدلت و شوکتدن       |
| بخت و اقبال ایله هیچ کیم بیله اولمز باقی |  | گون کمی دولتنه عالم روشن طاقی          |
| شاخ گل نشو نما بولسه نم فیضندن           |  | که بو اشعار اولوپ مدح سرا گلبن دن      |

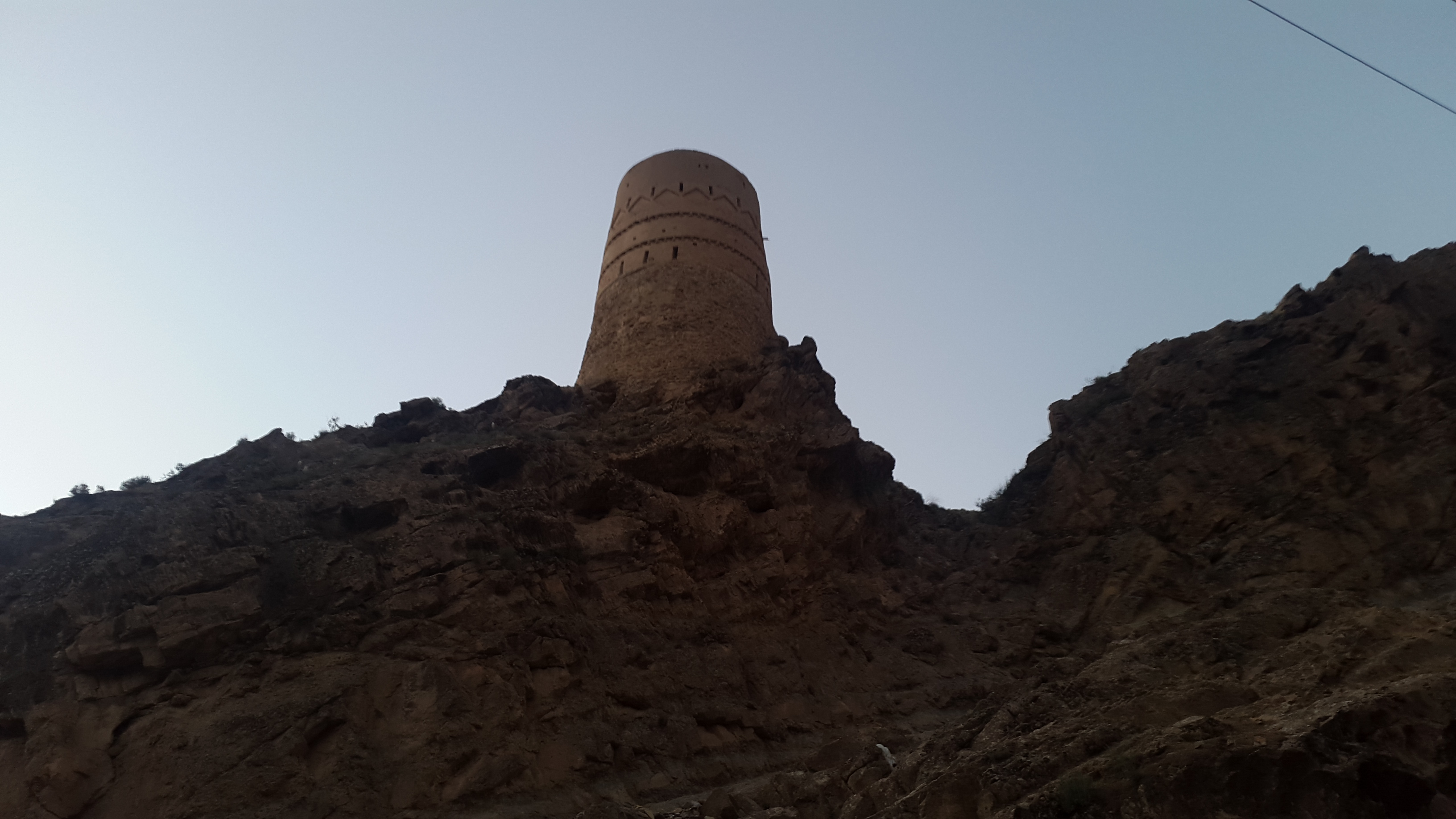
برج دیدبانی دربند ارغونشاه کلات نادری
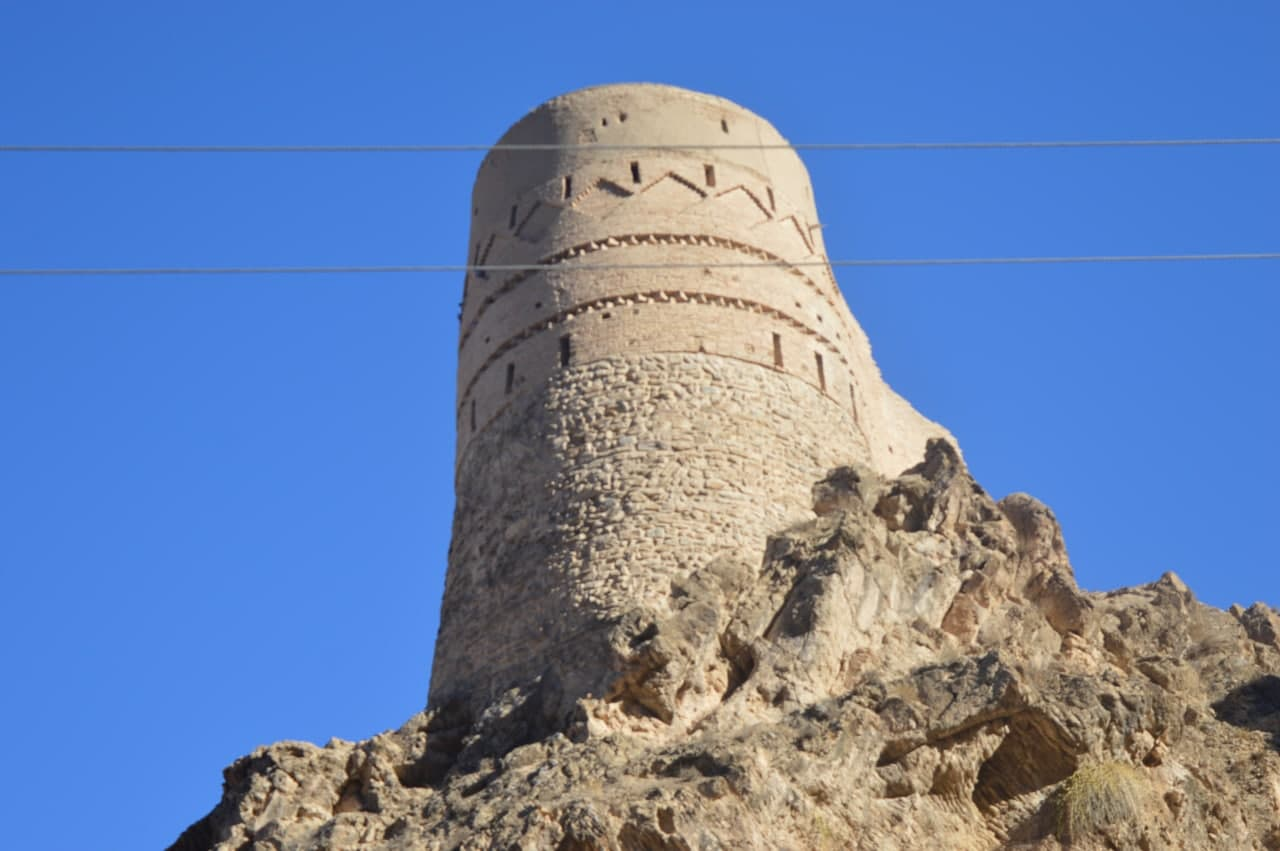
برج ارغونشاه کلات
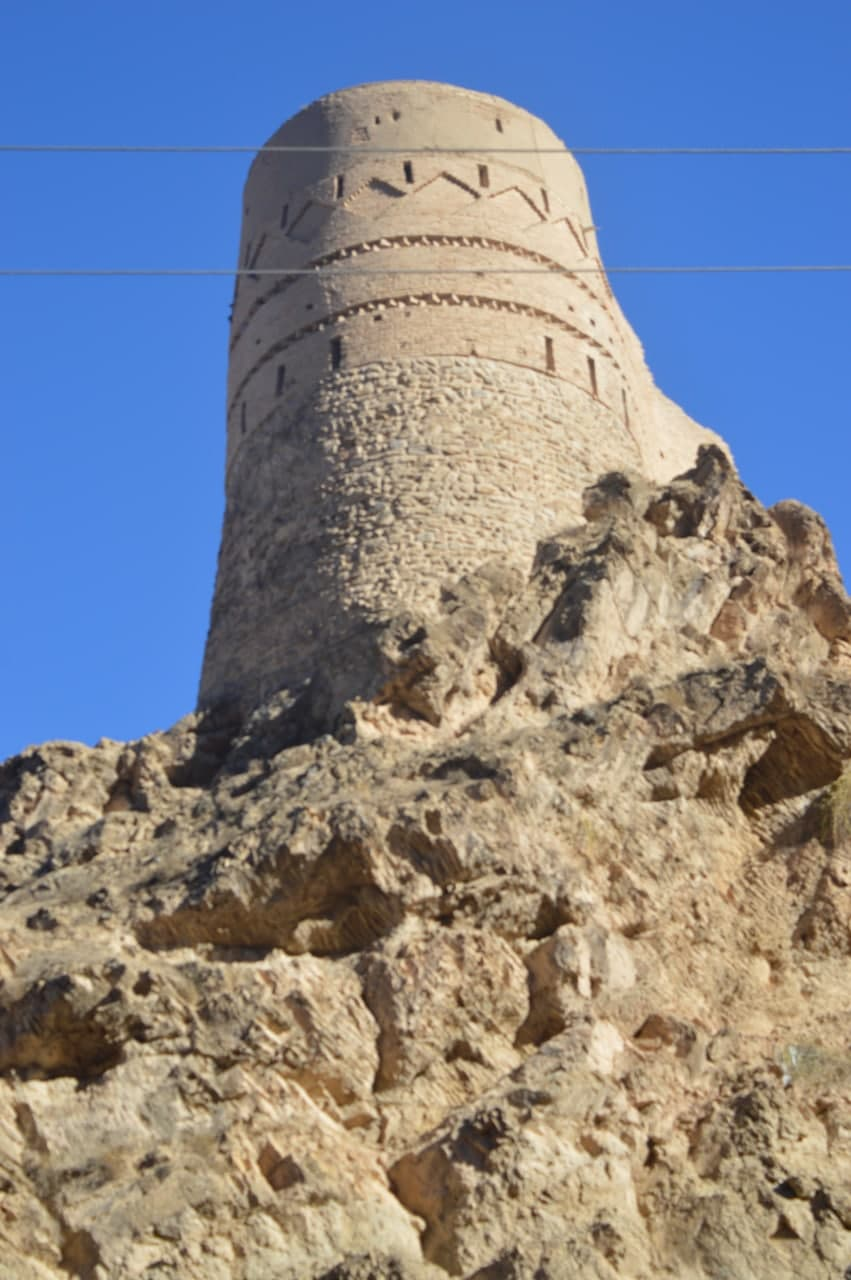
برج ارغوانشاه کلات
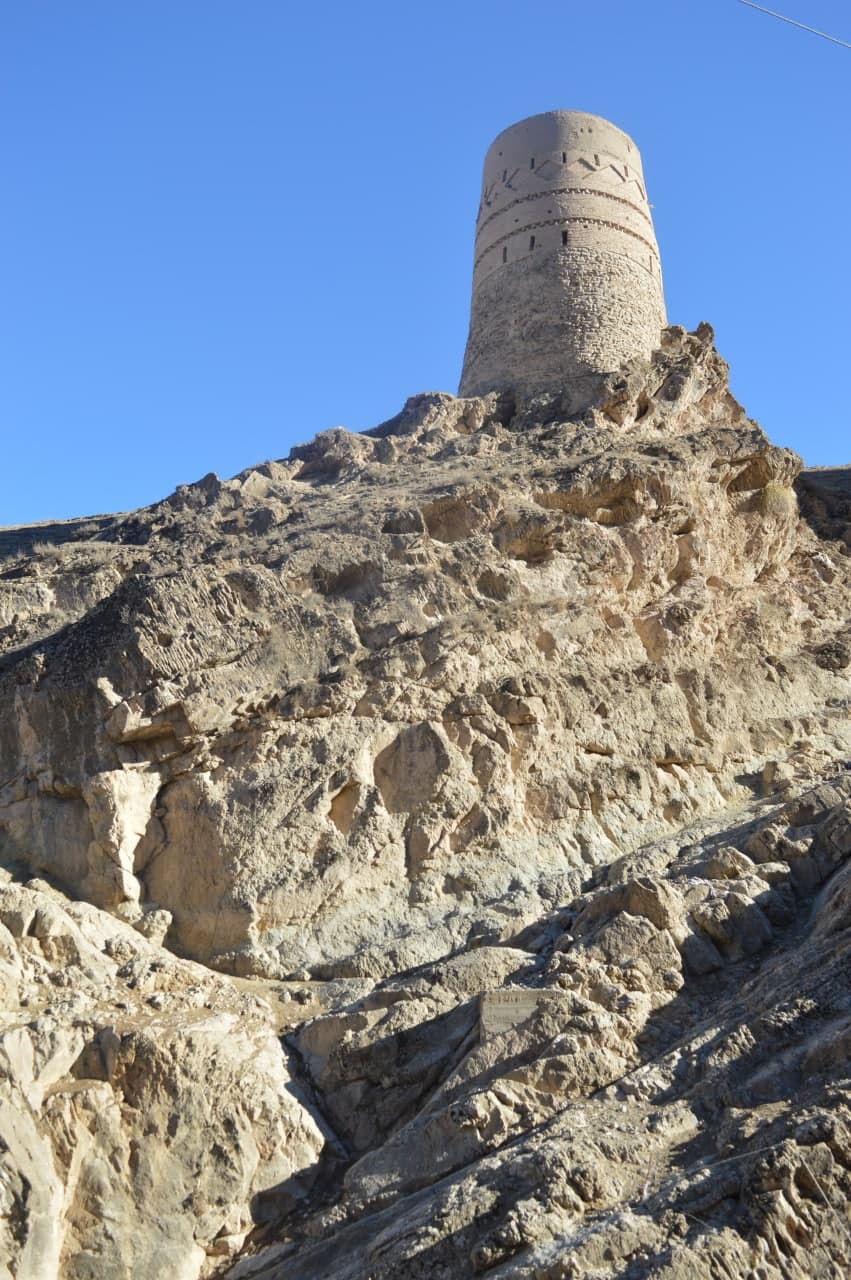
برج ارغوانشاه از دور تر
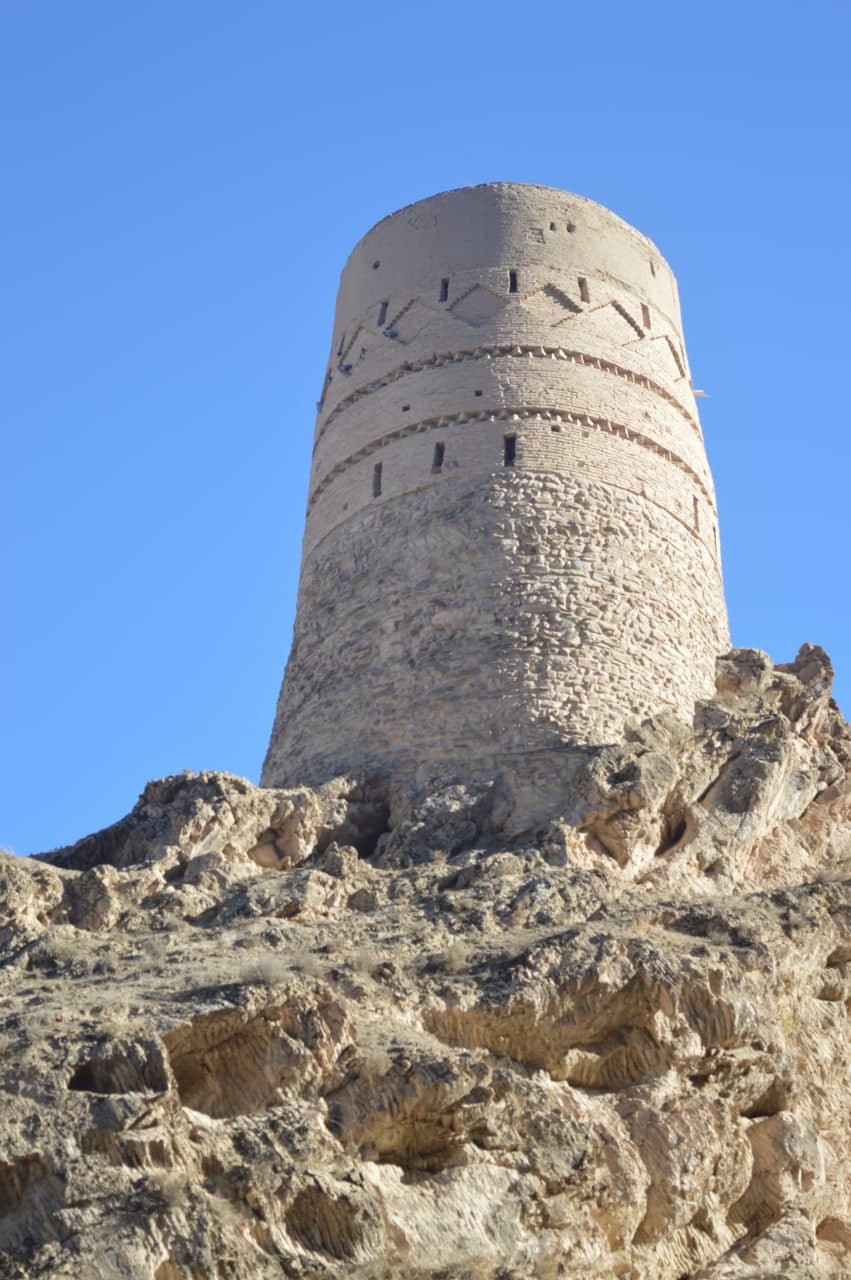
برج ارغوانشاه از پایین
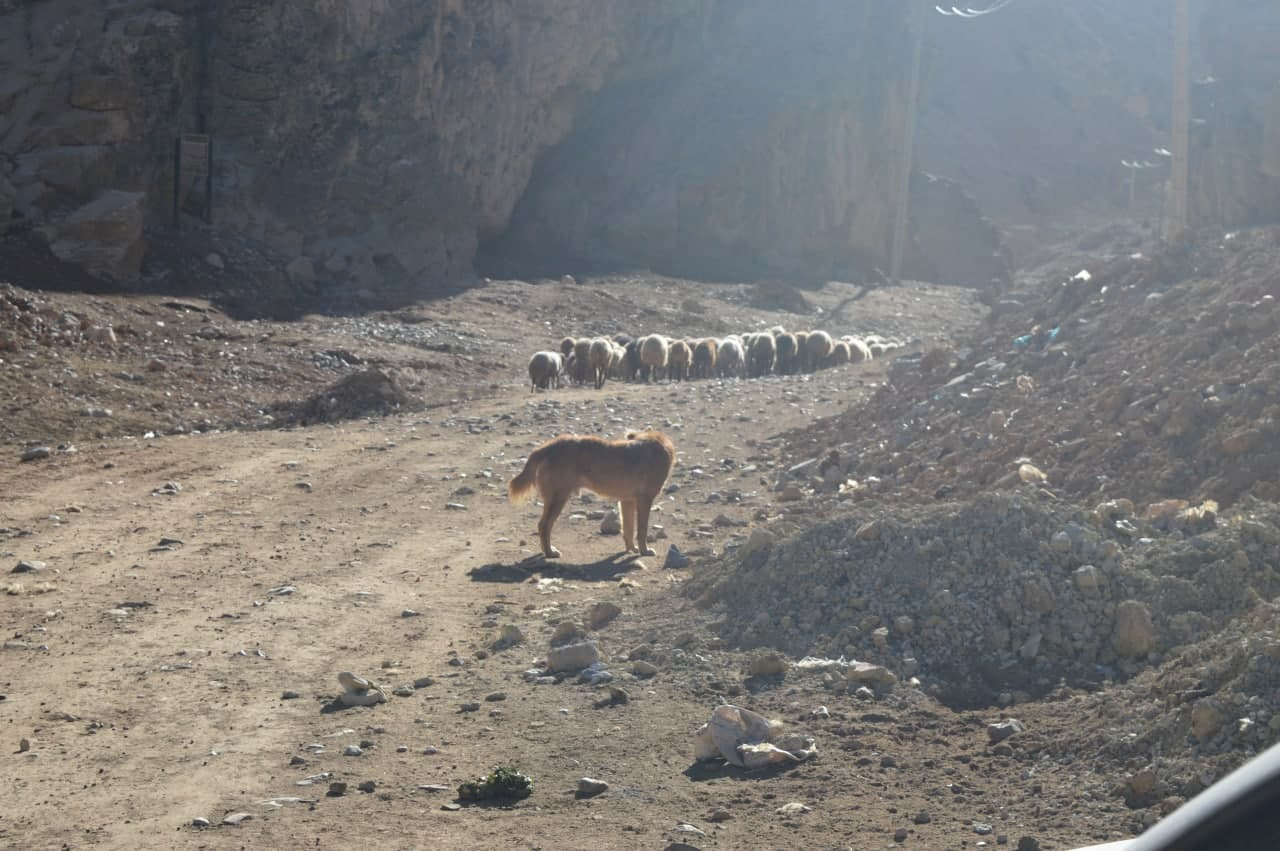
دربند کلات (دربند ارغوانشاه)
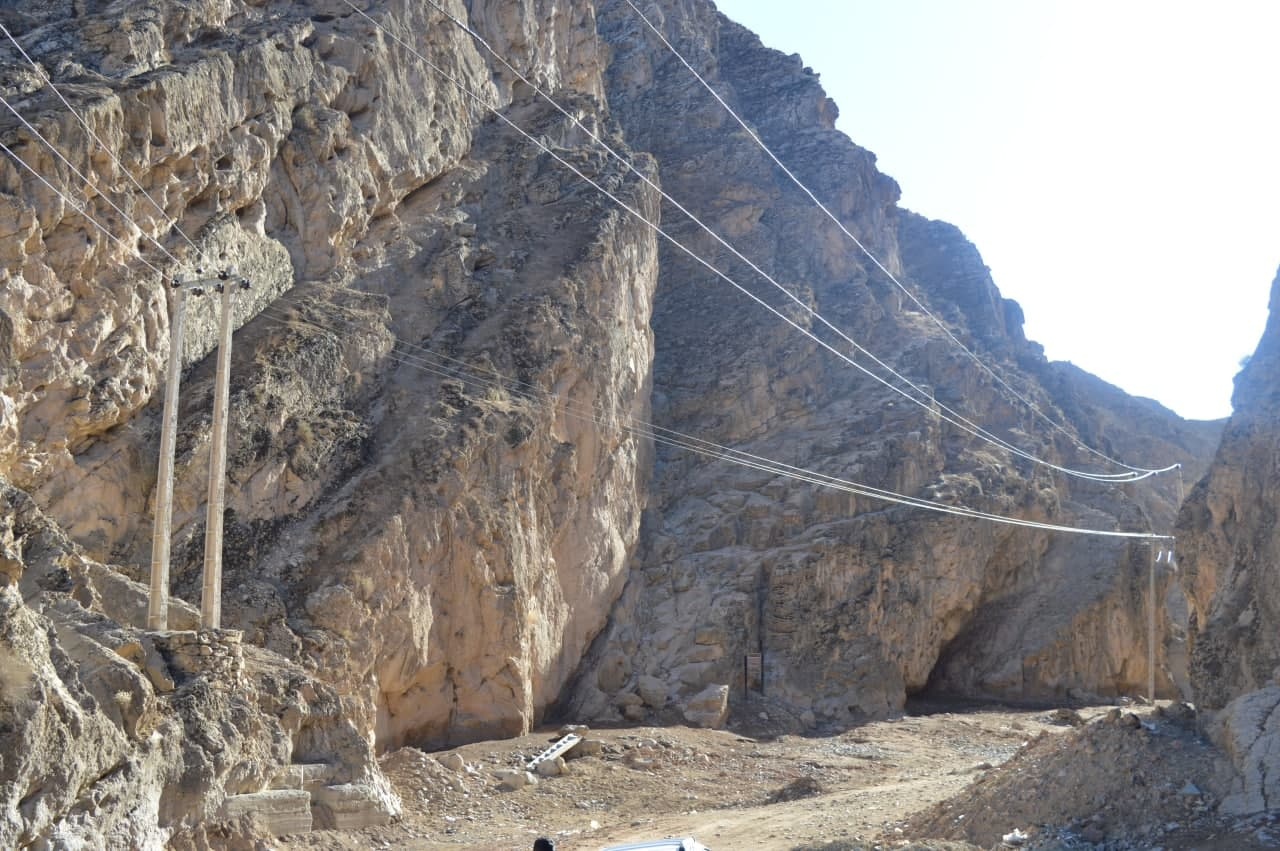
دربند کلات (دربند ارغوانشاه)